# Triclistus inimicus
Triclistus inimicus là một loài tò vò trong họ Ichneumonidae.